# Gestel
Gestel (in bretone: Yestael) è un comune francese di 2 648 abitanti situato nel dipartimento del Morbihan nella regione della Bretagna.

## Società

### Evoluzione demografica
Abitanti censiti